# Vrána šedá
Vrána šedá (Corvus cornix) je středně velký pták z čeledi krkavcovití. V jižních částech areálu rozšíření je stálá, v severních částech je částečně stěhovavá. Žije samotářsky, pouze na zimu tvoří hejna o desítkách členů.

## Taxonomie

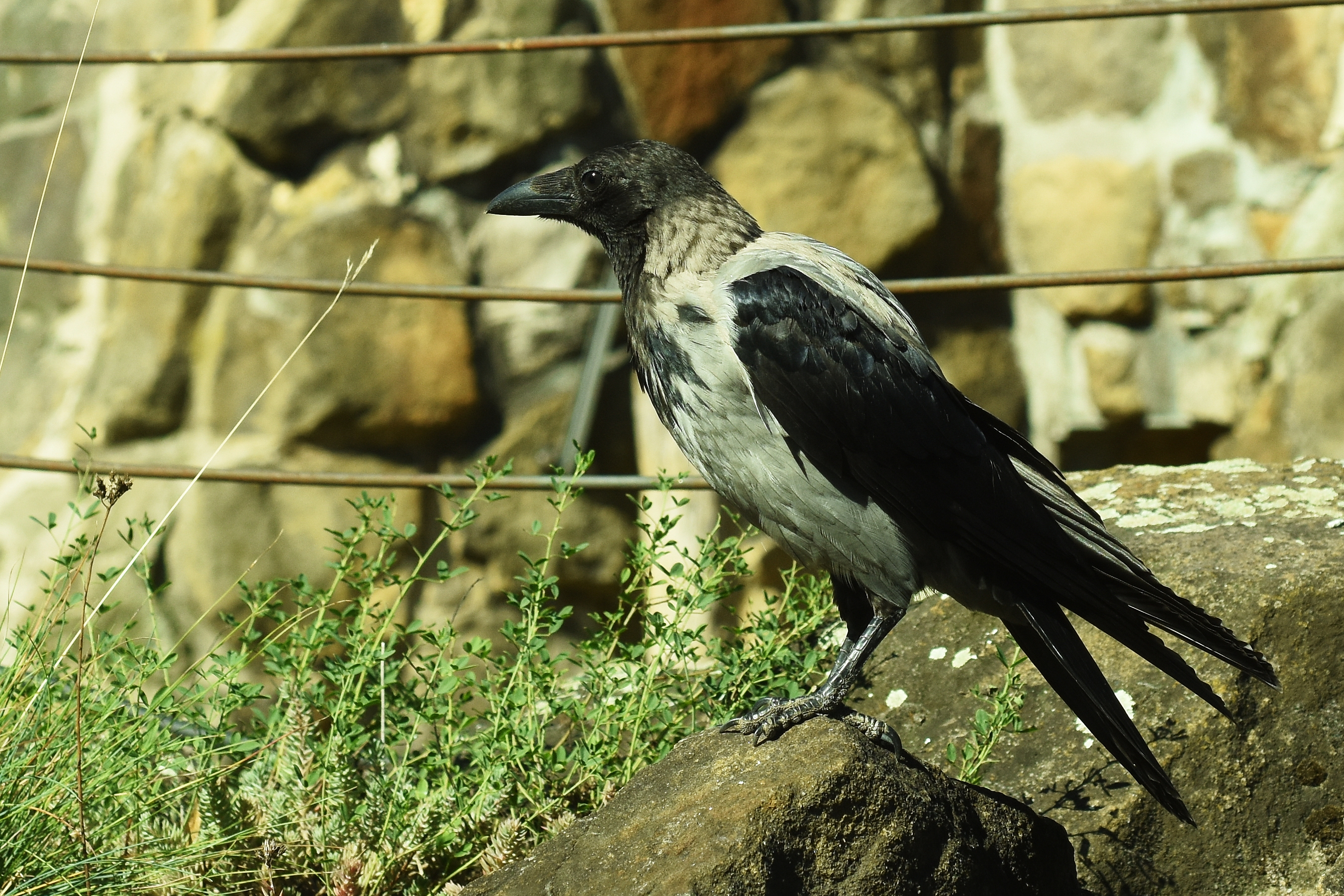
Vrána šedá v Berlíně

Střídavě je považována za samostatný druh, nebo poddruh vrány černé (Corvus corone cornix).
Je prokázáno, že kříženci, vyskytující se zejména v tzv. hybridní zóně (např. Pardubicko), vykazují menší genetické přežívání.
Rozlišuje se celkem pět poddruhů vrány šedé:
- Corvus cornix cornix – většina areálu druhu v Evropě;
- C. c. sardonius – Korsika, Sicílie, Sardinie;
- C. c. sharpii – od jihovýchodní Evropy po východní hranici areálu druhu;
- C. c. pallescens – Egypt, Turecko, Kypr, Palestina, Jordánsko, Irák;
- C. c. capellanus – Irák, Írán.[1]

## Popis
- Délka těla: 44–51 cm
- Rozpětí křídel: 84–100 cm
- hmotnost: 370–620 g.

Převážně je zbarvena šedě. Hlava je černá se zeleným leskem; zobák, vole, nohy, ocas a křídla jsou černá bez lesku. Ostatní části těla jsou šedé. Samec i samice jsou zbarveni stejně. Mláďata jsou matnější. V místech společného výskytu s vránou černou (Corvus corone) dochází běžně ke křížení, přičemž rozsah šedé barvy na těle kříženců je různý. Vrána šedá je dobrý letec. 

## Hlas
Hlasovým projevem je hlasité krákání. Příležitostně se ozývá tichým žvatláním protkaným imitacemi. Umí napodobit lidský hlas.

## Rozšíření
V Evropě se vyskytuje zhruba od Labe na východ po řeku Jenisej v Asii. U západní a východní hranice probíhá široké pásmo, kde dochází ke křížení s vránou černou. Jako biotop preferuje otevřenou krajinu s loukami, roztroušenými stromy a remízky od nížin po vysoké polohy a také lesy sousedící s poli nebo loukami. Zdá se být důležitá i přítomnost vodních ploch. Chybí v hustých souvislých lesních celcích.

## Výskyt v Česku
Vrána šedá patří v České republice k obecně rozšířeným druhům. V letech 2001-2003 hnízdilo v Česku 9000 až 18 000 párů. Územím Česka probíhá hranice rozšíření vrány černé a vrány šedé, přičemž dříve hranici tvořil tok Vltavy a Labe. Společně se oba druhy vyskytovaly v širokém pruhu, který zabíral téměř celou západní polovinu Čech. V současnosti (k roku 2009) je překryv výrazně širší, zabírá téměř celou republiku. Původní smíšené pásmo se nejvýznamněji rozšířilo v jižních Čechách a na jižní Moravě. Na Plzeňsku a v okolí se od 50. let 20. stol. do 70. let poměr ve výskytu jednotlivých druhů rychle vyrovnával a narůstal výskyt kříženců. Na severu Čech v okolí Děčína byl v letech 1985–1989 poměr mezi vránou šedou, vránou černou a kříženci 1,5 : 1 : 1. Vrána šedá ustupuje od západu k východu na úkor vrány černé; v nejzápadnějších oblastech republiky chybí. Zdá se, že do území vrány černé proniká více než naopak. 
Na území Česka je vrána šedá většinou stálá s případnými pohnízdními potulkami a zimními přelety. V zimě se v Česku objevují ptáci ze severu.

## Hnízdění

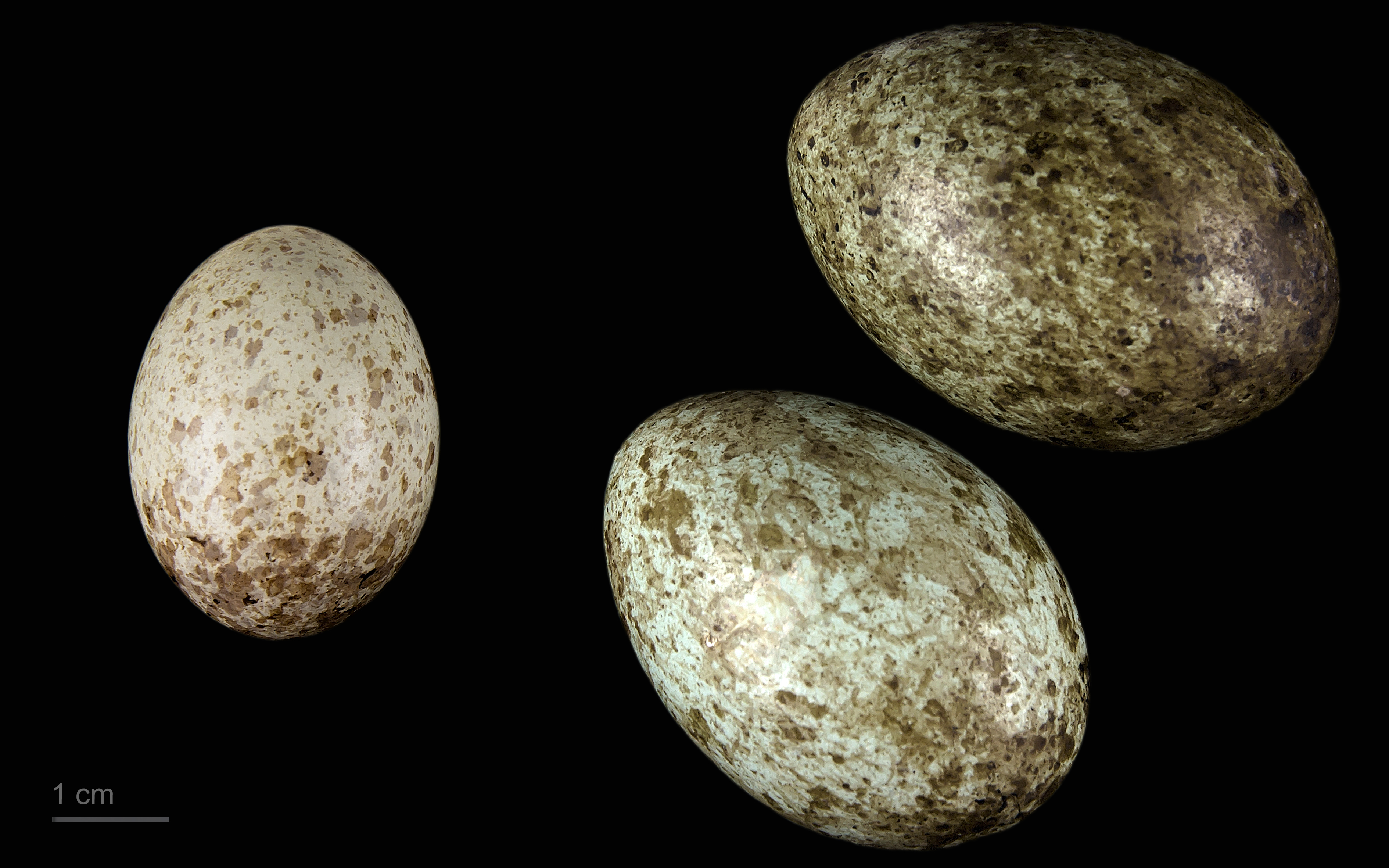
Clamator glandarius + Corvus cornix

V západní Evropě hnízdí od konce března, v jihovýchodním Rusku a střední Asii od konce dubna a na dalekém severu areálu koncem května nebo začátkem června.
Vrány nikdy nevytvářejí kolonie. Hnízda staví jednotlivě vysoko v korunách stromů, obvykle blízko kmene, v bezlesé krajině i na vyšších keřích. Pokud je člověk nepronásleduje, zahnízdí i v blízkosti lidských sídel nebo přímo v nich. Protože jsou v blízkosti hnízda neobyčejně opatrné, lze je při hnízdění přehlédnout. Základ hnízda je z větví. Obvykle snáší tři až šest vajec. Sedí na nich samice, samec ji krmí. Inkubace trvá 18–21 dní. Mláďata jsou krmena oběma rodiči. Hnízdo opouštějí po 30 dnech. Pohlavně dospívají ve třetím roce života. Jako všichni krkavcovití patří mezi velmi chytré ptáky, kteří jsou schopni spolupráce.

## Potrava
Potrava je velice rozmanitá. Přirozená inteligence umožňuje vráně šedé využívat široké spektrum potravních zdrojů a veškerých výhod, které plynou z případného soužití s člověkem. Vrána šedá je všežravec, ovšem dává přednost živočišné potravě. Loví různé bezobratlé jako měkkýše, žížaly a členovce včetně hmyzu, dále žáby, ryby, poraněné ptáky a savce do velikosti malého zajíce, požírá vejce a mláďata z hnízd jiných ptáků a také mršiny. Z rostlinné potravy volí hlavně obilí, brambory a různé plody včetně bobulí, příp. semena dřevin a jiných bylin než obilnin. Pokud žije v blízkosti lidských sídel, živí se také odpadky. Potravu získává především sbíráním na zemi.

## České pojmenování
Tento druh má vícero národních jmen:
- vrána obecná šedá
- vrána obecná východní
- vrána popelavá
- vrána šedivka[1]

## Zajímavosti
- Před více než sto lety píše ornitolog Karel Kněžourek o pojmenování vrány šedé takto: Vrána popelavá (Corvus cornix, L.). Vrána šedá, obecná (u nás), šedivka, mlhovka. — Rus.: Šeraja vorona, voroka; pol.: Wrona, gapa, glapa; chorv.: Sivá vrana, vrana kopač, gavran (Bos. a Herc.); bulh.: Sio gavran; něm.: Der Nebelrabe die Nebelkráhe.[8]
- „Nejdirektnější užitek poskytují vrány tím, že nejen ony za mlada, ale i vejce jejich, jakož i havranů, se požívají. Na Kurském limanu jsou živi lidé (rybáři) na dlouho vraním masem nasoleným, uzeným a peří používají do peřin. Nachytají jich na podzim na tisíce a z jara rovněž tak do sítí na volavé ptáky (vrány).“[9]
- Anglicky se vrána řekne crow [krəu]. Tentýž výraz znamená i: čerň s fialovým nádechem; kokrhání, kokrhat, zakokrhat; krákat, krákorat; kuropění; megera; páčidlo, páka, sochor; vítězný pokřik; vykřiknout radostí; výskat, výskání (o dítěti); zajíkat se smíchem.
- Asijské vrány jsou příbuznější západním vránám než východní.[3]